# José Antonio Sáenz de Santamaría Tinturé
José Antonio Sáenz de Santamaría Tinturé (Gijón, 15 de desembre de 1919 - Madrid 25 d'agost de 2003) va ser un militar espanyol que va desenvolupar la seva carrera militar durant la Guerra Civil espanyola (1936-1939), en el bàndol sublevat, i durant la dictadura franquista, ocupant després diversos càrrecs durant la Transició i la democràcia.

## Biografia

### Infància i joventut
Fill i net d'enginyers de les mines asturianes, encara que de llinatge patern provinent de la Sierra de Cameros, La Rioja, va néixer a Gijón on va ser la seva mare per estar amb els seus familiars. Però la seva infància la va passar a Ciaño, a la comarca de Llangréu. Era el segon fill de tres germans. Durant la seva infància la família es va traslladar a Gijón i allí, quan estava proper a complir els 15 anys, va ser testimoni dels combats de carrer durant la revolució asturiana.
Amb 15 anys es va afiliar a les joventuts de la Falange. Cursava primer curs de la carrera de Ciències a Oviedo, amb la intenció de seguir els d'Arquitectura, quan va esclatar la Guerra Civil. Amb 16, després de la revolta fallida contra la República, el 20 de juliol de 1936, es va allistar voluntari de les tropes revoltades. Oviedo era una illa en mans dels revoltats, i després de tres mesos d'intensos combats en els quals va participar, les columnes procedents de Galícia van obrir un corredor per on van sortir la seva família i ell mateix. Posteriorment lluitaria al front de Somosierra. Va ser alferes amb 17 anys, abans de l'edat reglamentària que estava en els 18, combatent després en la batalla de l'Ebre i en el Maestrat.

### Franquisme
Durant la dictadura va assumir, com a comandant, la coordinació de les forces implicades en la repressió i direcció de les operacions contra el maqui. Per a això va crear una xarxa de col·laboradors i confidents, crucial en l'eliminació de la guerrilla. Va participar en diverses operacions, però el seu èxit sempre el va atribuir a la informació, reconeixent al final de la seva vida que aconseguia obtenir-la gràcies a l'ús de pentotal sòdic.
Al setembre de 1971, sent coronel, es va fer càrrec de la Prefectura d'Estat Major de la Guàrdia Civil amb la comesa de lluitar contra l'emergent ETA, lluita que el marcaria en la resta de la seva carrera. Mantenint aquest càrrec va ser ascendit a general el 1975. Ja com a general, Sáenz de Santa María va assumir els preparatius en l'execució de la condemna a mort, després de consell de guerra, d'una part dels cinc condemnats membres d'ETA i el FRAP, que serien les últimes execucions de la dictadura. Les execucions van tenir lloc el 27 de setembre de 1975.

### Transició i democràcia
Després de la mort de Franco i iniciada la Transició, va tenir coneixement del suport institucional als grups parapolicials, com els Guerrilleros de Cristo Rey, el Batallón Vasco Español (BVE), Antiterrorismo ETA (ATE), Triple A, etc., amb implicació no només dels serveis secrets SECED (Servei Central de Documentació), sinó d'alts càrrecs de l'aparell de l'Estat, amb encobriment de les evidents errades que es produïen, i que posaven en evidència les forces de seguretat de l'Estat. Així, van existir reunions a seus oficials, com l'efectuada per organitzar l'Operació Reconquista que donaria lloc als fets de Montejurra, que van tenir continuïtat posteriorment en les relacions amb aquests grups mercenaris. En una etapa posterior, en l'època del govern socialista, va ocórrer el mateix amb el CESID i els responsables del ministeri d'Interior pel que fa al GAL. Mai va compartir aquests mètodes perquè interferia en la seva labor de manteniment de l'ordre públic.
En ascendir a general de divisió va passar a dirigir la Policia Nacional, cos que va modernitzar, creant companyies de reserva o mòbils, per evitar la relació amb la població on actuaven. També va consolidar els Grups d'Operacions Especials (GEO) creats dos anys abans. I va crear així mateix un servei d'informació per a la Policia Nacional. Durant un temps, des de l'1 de febrer de 1980 fins al 17 d'octubre del mateix any, va compaginar aquest càrrec amb la delegació del govern al País Basc, on va unificar la informació de la Policia Nacional, Guàrdia Civil i del Cos Superior de Policia.
Del fallit cop d'estat del 23 de febrer de 1981 es va assabentar a través de la ràdio, reaccionant ràpidament i actuant a favor de la legalitat constitucional. El general Sáenz de Santa María va ordenar la Policia Nacional envoltar el Congrés dels Diputats, per evitar que altres forces de la Guàrdia Civil poguessin solidaritzar-se amb les de l'interior. La seva declaració posterior com a testimoni durant el judici va motivar l'enfrontament amb el tinent general Jaime Milans del Bosch, quan va fer el símil de l'intent colpista amb un segrest d'un avió, la qual cosa va motivar la frase «em fa fàstic, me'n vaig» de Milans. Després d'ascendir a tinent general va assumir el comandament de la capitania de la VII Regió Militar amb seu a Valladolid i posteriorment de la IV Regió Militar amb seu a Barcelona, on la relació amb la Generalitat va ser fluida.
El 2 de novembre de 1983, un any després de l'arribada del PSOE al Govern, va tornar a la Guàrdia Civil, aquesta vegada com a director general. En aquesta etapa va dotar d'helicòpters al cos i va crear el Servei Marítim de la Guàrdia Civil, amb alguna oposició de l'exèrcit de l'Aire i, sobretot, de l'Armada. Va ser en aquests temps quan va conviure amb els atemptats dels GAL. Encara que va manifestar -mentre estava en el càrrec- que els GAL eren un problema del govern francès, alhora que afirmava que cap membre de les Forces de Seguretat de l'Estat estava implicat en els fets, abans de morir va reconèixer la implicació dels cossos de seguretat espanyols, tant per acció com per omissió. En tota la seva carrera va mantenir la necessitat que la Guàrdia Civil fos un cos militar. En passar a la reserva va traspassar el càrrec de director de la Guàrdia Civil, el 31 d'octubre de 1986, al primer civil que va estar al comandament de la institució, Luis Roldán. Dies després de la seva sortida de la Guàrdia Civil, el 5 de novembre la policia francesa es confiscava de nombrosa documentació en la cooperativa Sokoa, a Hendaia.
Des de llavors fins a maig de 1996, quan el Partit Popular va accedir al poder, va ser assessor contra el terrorisme del Ministre de l'Interior socialista, tant en l'etapa del Secretari d'Estat per a la Seguretat Rafael Vera (1986-1994), com en la de la Secretaria d'Estat d'Interior Margarita Robles Fernández (1994-1996). El 1995, sent encara assessor, va ser convocat pel Senat per a una compareixença sobre la lluita antiterrorista en els anys en què va estar al cap de la Guàrdia Civil, en l'última legislatura del President del Govern Felipe González, quan el Partit Popular assetjava al govern a compte de la guerra bruta duta a terme pels GAL. Davant la sol·licitud que fos a porta tancada, com va ser per a altres compareixents, i perquè declarés no només sobre l'època d'actuació dels GAL, sinó també de l'anterior, va ser suspesa i mai es va realitzar. El 7 de maig de 1996 el magistrat de l'Audiència Nacional Baltasar Garzón, que instruïa el sumari Oñaederra (relatiu als primers assassinats dels GAL entre 1983 i 1984), el va inculpar al costat dels generals Rodríguez Galindo i Cassinello. Va recórrer la imputació i el 20 de maig va prestar declaració davant el magistrat, que el va deixar en llibertat sense fiança.